# Plaza Singapura

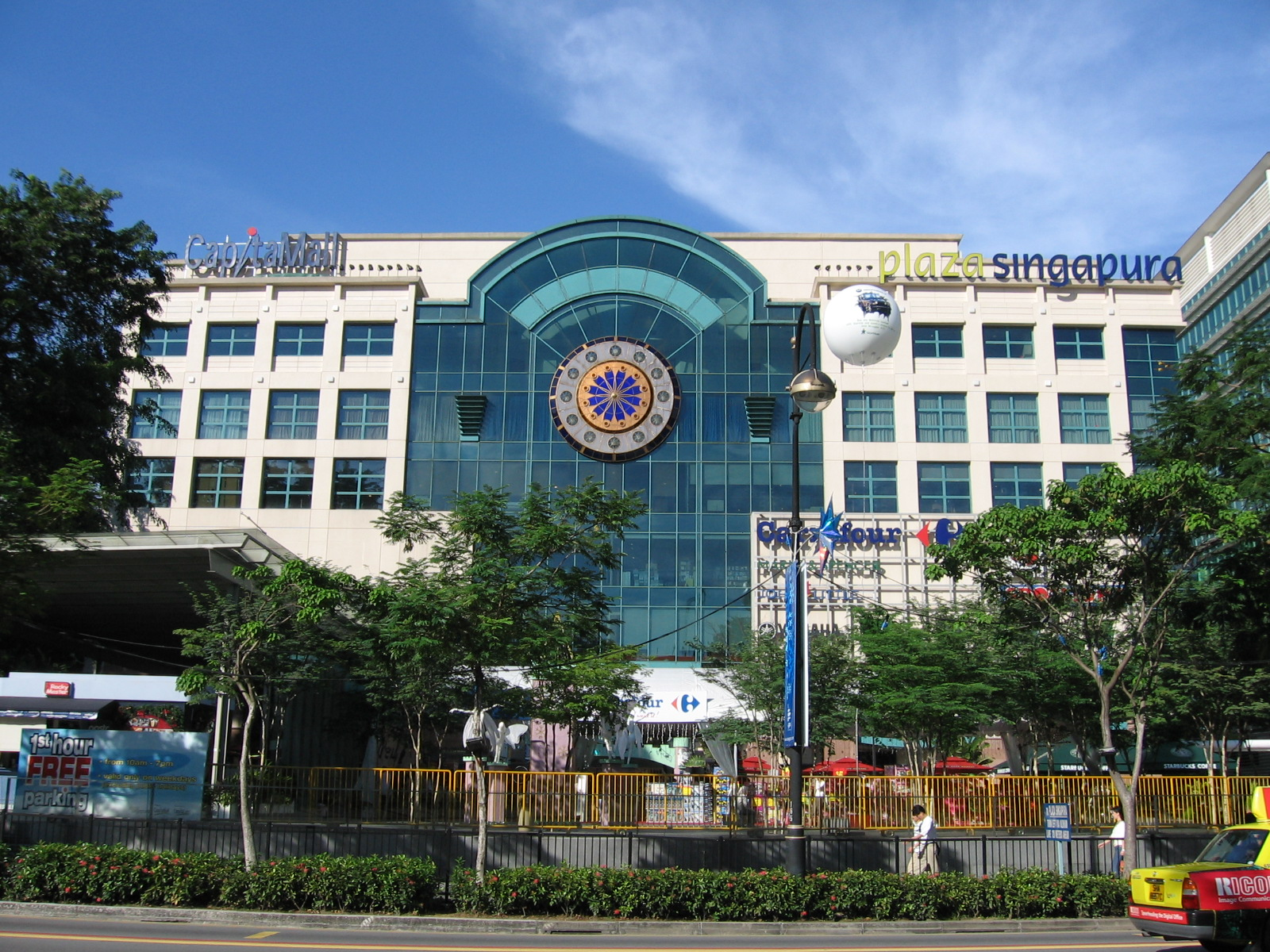
Plaza Singapura

Das Plaza Singapura ist ein modernes Einkaufszentrum an der Orchard Road in Singapur neben der MRT-Station Dhoby Ghaut. Das Einkaufszentrum wird von CapitaLand verwaltet. Es gibt Einzelhandelsgeschäfte auf sieben Etagen und zwei Kellergeschossen. Das Einkaufszentrum verfügt über einen siebenstöckigen Parkplatz mit 752 Stellplätzen im hinteren Teil des Gebäudes und ein Warenlager mit zwei Kellern darunter.
Das Einkaufszentrum wurde 1974 eröffnet. Im Jahr 2012 wurde es umfassend saniert und die Verkaufsfläche um 25 Prozent vergrößert.

## Geschichte
Die Plaza Singapura wurde von BEP Akitek Pte Ltd. entworfen. Zum Zeitpunkt der Fertigstellung 1974 war sie eines der größten Einkaufszentren in Singapur und Südostasien. Zu den Hauptmietern des Einkaufszentrums gehörten anfangs das Kaufhaus Yaohan Best (jetzt Best Denki) und ein Geschäft des Musikinstrumentenherstellers Yamaha. Das Einkaufszentrum wurde zunächst von DBS Land verwaltet, dem Vorgänger von CapitaLand. Es gab drei Innenhöfe und einen Außenvorplatz.
Die Plaza Singapura wurde am 16. August 1975 vom damaligen Finanzminister Hon Sui Sen offiziell eröffnet.
Sie wurde Mitte 1997 während der asiatischen Finanzkrise grundlegend renoviert und präsentierte sich bei seiner Wiedereröffnung Ende 1998 grundlegend verändert. Yaohan zog 1997 nach ihrer Insolvenz aus dem Einkaufszentrum aus. Die Mieterstruktur des Einkaufszentrums änderte sich deutlich, als Liberty Market Yaohan (NTUC FairPrice) die 2. Untergeschossetage übernahm. Liberty Market wurde 2001 in das Orchard Grand Court verlegt und am 4. Juni 2004 geschlossen.
2002/03 wurde das Einkaufszentrum erneut einer Umgestaltung mit einem neuen Mietermix unterzogen. Das Einkaufszentrum wurde in den Untergeschossen renoviert und eine direkte Verbindung zur MRT-Station Dhoby Ghaut hergestellt. Es wurden Rolltreppen installiert, damit die Käufer zwischen den Untergeschossen und der 1. Etage bequem wechseln können. Im Jahr 2008 wurden weitere Änderungen an der Plaza Singapura vorgenommen. Die 7. Etage des Einkaufszentrums erhielt eine Umgestaltung und Mieter, die Spielzeug, Geschenke und Hobbyartikel wie Schwerter und Cosplay-Kostüme verkauften, wurden vorgestellt.

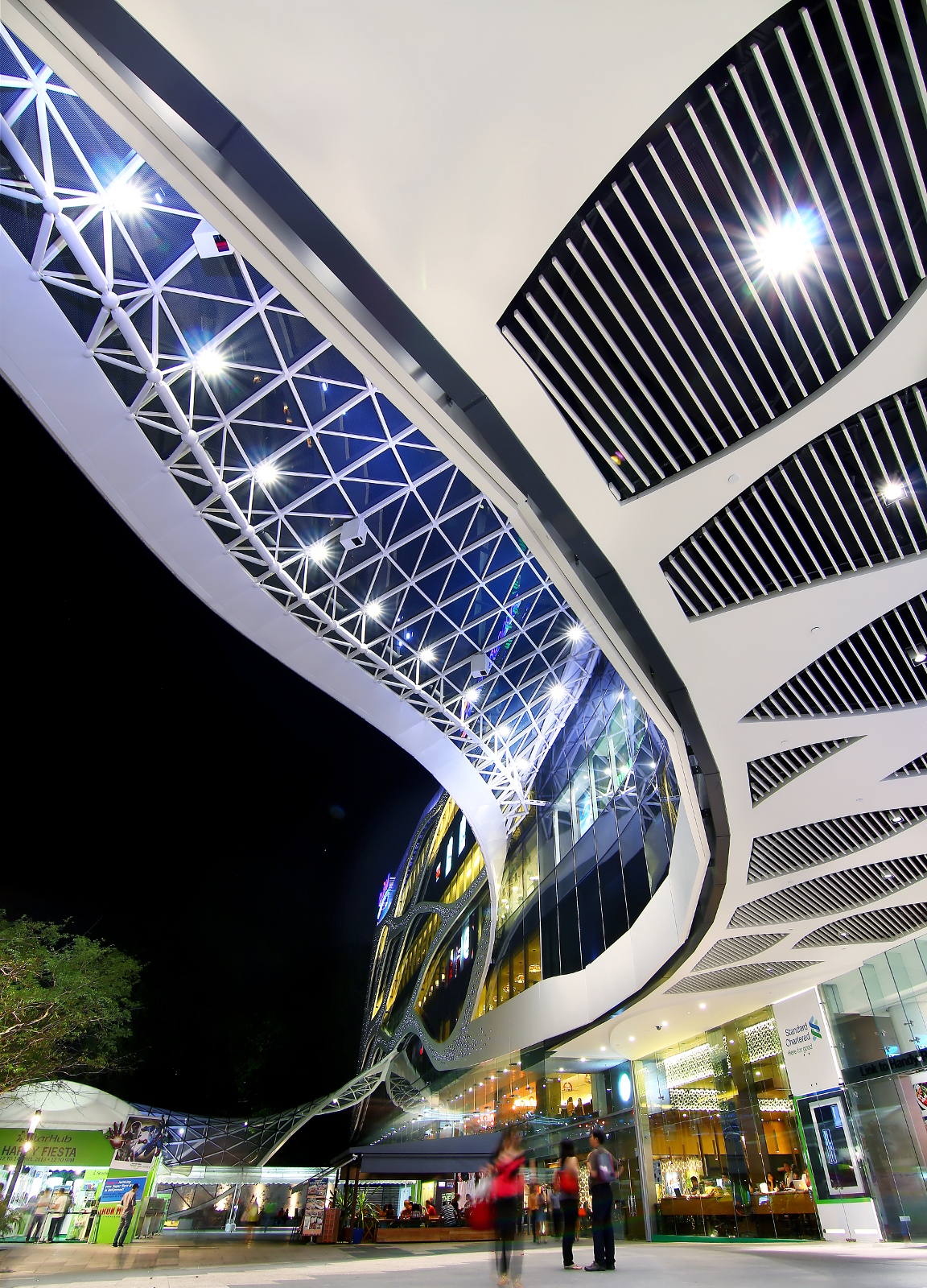
Plaza Singapura nach der Renovierung im Jahr 2013.

Im Jahr 2012 wurden umfangreiche Renovierungsarbeiten durchgeführt, die etwa 150 Mio. S $ kosten. Die erste Phase bestand aus dem Umbau der ersten drei Etagen von Atrium @ Orchard, in denen sich mehrere Büros befanden, zu Ladenflächen. Die zweite Phase umfasste das ehemalige 7.500 m² große Carrefour, das in Keller 2 zum Supermarkt Cold Storage und in Ebene 1 zum Kaufhaus John Little umgebaut wurde.
Im Jahr 2015 wurden Innenausbauarbeiten durchgeführt. Bodenbeläge, Flurbeleuchtung, Toiletten und Aufzugslobbys wurden aufgewertet. Weitere Pflegezimmer wurden auf Ebene 2 hinzugefügt.
Später, im Jahr 2017, wurde John Little geschlossen und durch MUJI und Urban Revivo ersetzt. Am 6. Mai 2016 eröffnete TEMT eine neue Filiale an der Plaza Singapura, nachdem die Filialen in Westgate erfolgreich waren, und eröffnete eine neue Filiale bei 313 @ Somerset.
Das Einkaufszentrum hat auch eine neue Fassade mit einer 170 Meter langen Wellenfront erhalten und verfügt über mehrfarbige Skulpturen, die vom italienischen Künstler Mauro Peruchetti als „Jelly Baby Family“ bezeichnet werden. Durch die Renovierung und den Bau eines neuen Flügels wurde die Verkaufsfläche des Einkaufszentrums von 46.226 m² auf 58.400 m² vergrößert, wodurch 80 neue Einzelhandels- und F & B-Geschäfte in das Verzeichnis des Einkaufszentrums aufgenommen wurden.